# Gil Borjeson
Gil Borjeson (eigentlich Gilbert Borjeson; * 15. September 1929; † 10. Juli 2017) war ein US-amerikanischer Hammerwerfer.
Bei den Panamerikanischen Spielen 1951 in Mexiko-Stadt wurde er Fünfter.
1952 wurde er für die Brown University startend NCAA-Meister. Seine persönliche Bestleistung von 54,25 m stellte er am 24. Juni 1950 in College Park auf. 1950 und 1952 wurde er US-Hallenmeister im Gewichtweitwurf.